# Helmut Hubacher

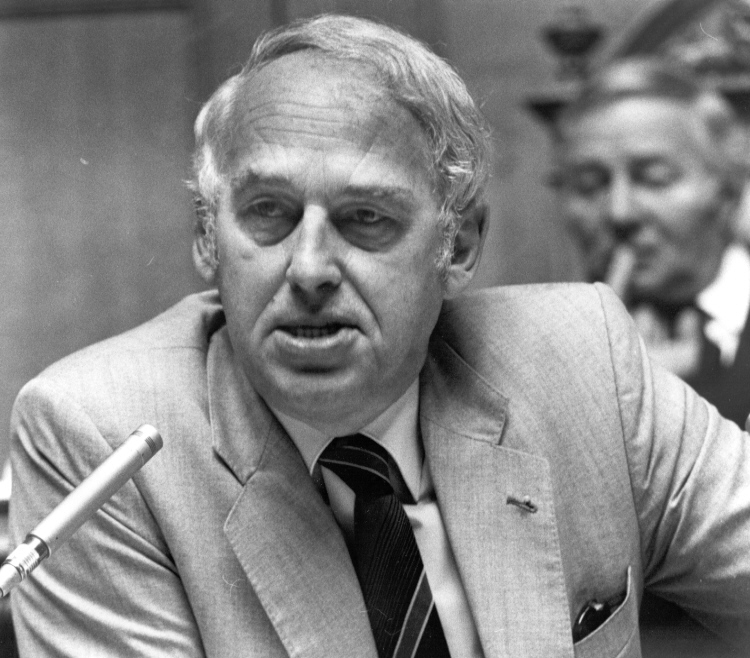
Helmut Hubacher (1986)

Helmut Hubacher (* 15. April 1926 in Krauchthal, Kanton Bern; † 19. August 2020 in Pruntrut) war ein Schweizer Politiker (SP), Autor und Kolumnist. Von 1975 bis 1990 war er SP-Präsident und gehörte von 1963 bis 1997 dem Nationalrat an.

## Beruf und Karriere

Helmut Hubacher (1971)

Helmut Hubacher absolvierte eine Lehre bei der SBB und engagierte sich politisch als Jungsozialist sowie ab 1953 als Gewerkschaftssekretär. Von 1956 bis 1968 war er Mitglied des Grossen Rates von Basel-Stadt. 1963 rutschte er als erster Ersatzmann in den Nationalrat, dem er während 34 Jahren bis 1997 angehörte.
1963 wurde Hubacher Chefredaktor der Basler Arbeiter-Zeitung, die unter seiner Führung noch im selben Jahr in Die AZ Abend-Zeitung umbenannt wurde. Bis kurz vor seinem Tod publizierte er meinungsbildende Texte.
Hubacher prägte jahrzehntelang die Schweizer Politik mit. Von 1975 bis 1990 amtierte er als Präsident der Sozialdemokratischen Partei der Schweiz (SP). Rudolf Strahm attestierte ihm Schlagfertigkeit und eine klare und verständliche Sprache. Zudem habe Hubacher den linken und den rechten Flügel der Partei integriert. Nur «Unheimliche Patrioten» hätten ihn als «Nestbeschmutzer» ausgegrenzt. Hubacher hatte dank eines Whistleblowers unter anderem die Affäre um das von der Schweiz beschaffte Radarsystem Florida losgetreten. Das Parlament lehnte jedoch eine Aufhebung seiner Immunität ab.
Auch der von ihm angeführte offizielle Besuch einer Delegation der SP Schweiz in der DDR im Jahr 1982, anlässlich welchem er Erich Honecker traf, sorgte für Kritik. Hubacher hat sich nie vom Besuch in der ostdeutschen Diktatur distanziert, was nach wie vor zum Anlass für Kritik genommen wird. Neben der Affäre um das Florida-System mit seinem Zitat aus einem Bericht («es sei nicht sicher, ob man auf dem ‹Floarida›-Radarschirm je einmal ‹eine Wolke von einem Flugzeug werde unterscheiden können›») machte er auch auf Missstände im Beschaffungswesen beim Bau des Schweizer Panzers 68 aufmerksam. Trotz seiner Kritik bekannte sich Hubacher jedoch stets zur Landesverteidigung. Hubacher positionierte die Sozialdemokratische Partei als moderne linke Volkspartei.
Ab 1991 lebte er im aktiven Ruhestand und schrieb Bücher sowie eine wöchentliche Kolumne für die Basler Zeitung (BaZ) sowie von 2019 bis 2020 die zweiwöchentliche Kolumne «Der Alte» für den Blick. In der BaZ setzte er sich dabei kritisch mit der Schweizer Politlandschaft auseinander. Aufgrund eines Hirntumors musste Hubacher seine BaZ-Kolumne im Juni 2020 nach 22 Jahren beenden und kündigte seinen Rückzug aus der Öffentlichkeit an. Er nutzte die verbleibende Zeit noch zur Vorbereitung seiner an das Schweizer Sozialarchiv übergehenden Dokumente.

## Privates
Helmut Hubacher war seit 1949 mit seiner Frau Gret, geborene Hungerbühler, verheiratet, sie hatten drei Kinder und wohnten im Dorf Courtemaîche im Kanton Jura. Sie hatten sich bei den Jungsozialisten in Basel kennengelernt. Seine Texte schrieb Hubacher auf der Schreibmaschine – das Internet nutzte er nicht.

## Werke
- Aktenzeichen EMD – Notizen aus dem Bundeshaus. Z-Verlag, Basel 1989, ISBN 3-85990-099-4.
- Tatort Bundeshaus. Zytglogge, Gümligen 1994, ISBN 3-7296-0491-0.
- Wohlfahrt oder Talfahrt – eine verunsicherte Schweiz. Zytglogge-Verlag, Gümligen 1997, ISBN 3-7296-0538-0.
- Ogi – Macht und Ohnmacht. Opinio, Basel 2001, ISBN 3-03999-000-4.
- Aktenzeichen CH – Micheline, Moritz, Merz & Co. Zytglogge Oberhofen am Thunersee 2004, ISBN 3-7296-0685-9.
- Schaubühne Bern – Bundesräte und andere Solisten. Zytglogge, Oberhofen am Thunersee 2007, ISBN 978-3-7296-0732-3.
- Geschichten à la carte – Kolumnen und Anekdoten. Zytglogge, Oberhofen am Thunersee 2010, ISBN 978-3-7296-0806-1. Mit Vorwort von Peter Bichsel.
- Hubachers Blocher. Zytglogge, Oberhofen am Thunersee 2014, ISBN 978-3-7296-0880-1.[14]
- Das Wort zum Montag – Kolumnen. Zytglogge, Basel 2015, ISBN 978-3-7296-0902-0. Mit einem Vorwort von Frank A. Meyer.
- Das habe ich gerne gemacht. Politische und persönliche Erinnerungen. Zytglogge, Basel 2016, ISBN 978-3-7296-0932-7.